# Gyula Csortos

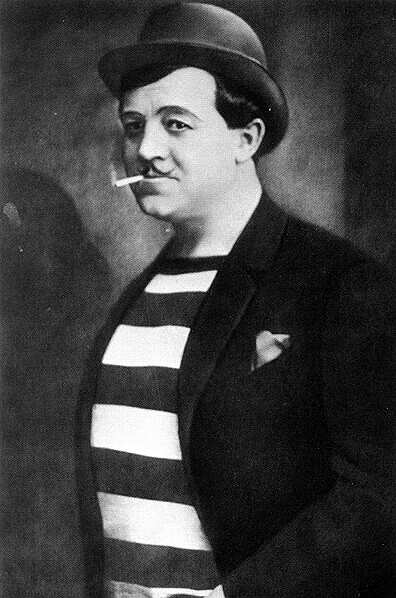
Gyula Csortos

Gyula Csortos (Budapest, 3 marzo 1883 – Budapest, 1º agosto 1945) è stato un attore ungherese.

## Filmografia
- Egy csók története
- Soha, többé, mindörökké
- A hadtest parancsnok
- La castellana di Aquila Nera (Méltóságos kisasszony), regia di Béla Balogh (1937)
- La voce del cuore, regia di Félix Podmaniczky (1940)
- La vergine ribelle (A beszélö köntös), regia di Radványi Géza (1941)
- Risveglio (Régi nyár), regia di Félix Podmaniczky (1941)